# Nasra
Nasra là một thị trấn thống kê (census town) của quận Nadia thuộc bang Tây Bengal, Ấn Độ.

## Nhân khẩu
Theo điều tra dân số năm 2001 của Ấn Độ, Nasra có dân số 10.560 người. Phái nam chiếm 50% tổng số dân và phái nữ chiếm 50%. Nasra có tỷ lệ 77% biết đọc biết viết, cao hơn tỷ lệ trung bình toàn quốc là 59,5%: tỷ lệ cho phái nam là 83%, và tỷ lệ cho phái nữ là 72%. Tại Nasra, 9% dân số nhỏ hơn 6 tuổi.